# グラニオン (潜水艦)
グラニオン (USS Grunion, SS-216) は、アメリカ海軍のガトー級潜水艦の5番艦。艦名はアメリカ西海岸に生息するトウゴロウイワシ目の複数種の総称グラニオンに由来する。

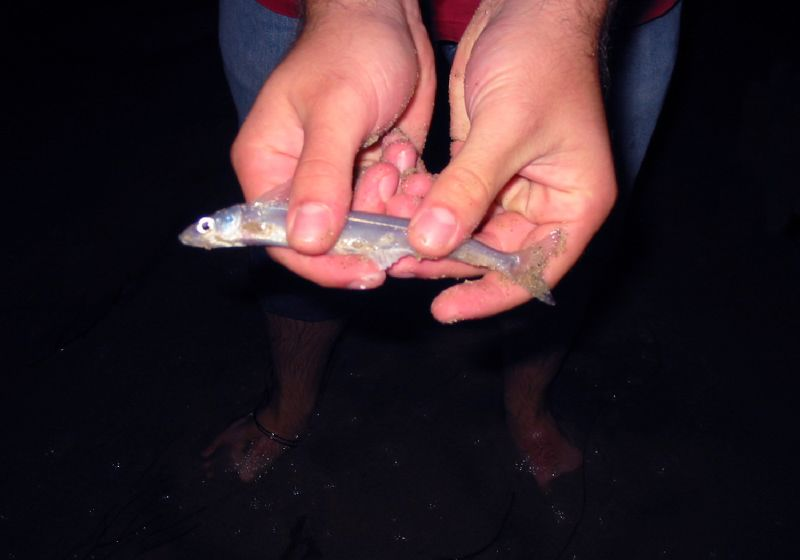
カリフォルニア・グラニオン (California grunion)

## 艦歴
「グラニオン」は1941年コネチカット州グロトンのエレクトリック・ボート社で起工する。1941年12月22日にスタンフォード・C・フーパー少将の夫人によって進水し、1942年4月11日に艦長マナート・L・エベール少佐（アナポリス1926年組）の指揮下就役した。
ニューロンドンでの整調後、1942年5月24日に太平洋に向けて航海を始める。パナマ運河へ向けてカリブ海を航行中の5月31日午後、北緯15度55分 西経75度05分 / 北緯15.917度 西経75.083度の地点で16名が乗っていた救命ボートを発見する。この16名は、去る5月27日にドイツのUボート「U-558」によって撃沈された貨物船「ジャック (USAT Jack) ：の生存者であった。「グラニオン」は約1時間かけて遭難者全員を救助した。6月3日にココ・ソロに到着、「ジャック」の遭難者を下艦させる。ココ・ソロ停泊中に太平洋艦隊潜水部隊（ロバート・H・イングリッシュ少将）に編入され、6月6日にココ・ソロを出港。その後、6月20日に真珠湾に到着した。
「グラニオン」は10日間の訓練後6月30日に真珠湾を出航し、ミッドウェー島に到着する。その後第6潜水戦隊の管轄であるアリューシャン列島へ向けて最初の哨戒を実施する。この方面には、それまで旧式の潜水艦しか配備されていなかった。最初の報告は7月15日に行われ、キスカ島北部での哨戒で「日本海軍の駆逐艦に対して魚雷を3本発射したが命中しなかった」というものであった。「グラニオン」は7月を通してキスカ島近辺で活動した。その7月15日、キスカ湾外で対潜掃討中の第十三駆潜隊を攻撃し、そのうちの「第25号駆潜艇」と「第27号駆潜艇」を一撃で撃沈した。残りの「第26号駆潜艇」にも1本が向かったが、機関科准士官の咄嗟の好判断で回避され、キスカ島海岸の砂浜に打ちあがった。当時キスカ湾内には駆逐艦「暁」や特設艦船がいたが、大した反撃はしなかった。7月30日に集中的な対潜活動を行い、「キスカ沖は緊密な警戒幕が敷かれている。本艦の残有魚雷10本」と報告、ダッチハーバーへの帰還を命じられた。これが「グラニオン」の存在がアメリカ側に確認された最後となった。その後キスカ島付近で消息を絶ち、11月2日除籍された。

## グラニオンの最期
7月31日朝、「グラニオン」は護衛艦艇と別れてキスカ島泊地に入港しようとしていた特設運送船「鹿野丸」（国際汽船、8,572トン）を発見した。鹿野丸は「第26号駆潜艇」護衛の下、2隻で東北東方面からキスカ島の泊地に入港する予定だった。30日12時ごろにはキスカ湾外に到着したものの、濃霧で「第26号駆潜艇」を確認することが出来ず、霧が晴れるのを待ち漂泊。霧が晴れてから単独で入港することとなった。15時30分、故障を起こした二式水上戦闘機を揚収した。31日になり霧も薄くなり、一度確認を行なった上で予定航路を15ノットの速力で湾内に向けて航海中の5時47分、「鹿野丸」は魚雷2本が右舷前方から接近してくるのを見た。1本は回避したが、もう1本が命中し右舷機械室を破壊したため、「鹿野丸」は航行不能となった。「鹿野丸」の見張り員が、船尾をめぐって左舷側に移動する潜望鏡を発見。8センチ砲とブリッジ上の機銃で潜望鏡が動いているあたりを攻撃した。5時57分、「鹿野丸」は2度目の雷撃を受けた。しかし、おそらくは「鹿野丸」に止めを刺すはずであった1本の魚雷は、深度が深すぎて船底を通過し去って行った。6時7分、「鹿野丸」は3度目の雷撃を受け、発射された3本の魚雷のうち2本が命中した。しかし、幸いにこの魚雷は2本とも爆発せず、命中の衝撃で魚雷の頭部が折れて沈んでしまった。周囲に敵もいなかったので「グラニオン」は400mにまで接近し、浮上砲戦で「鹿野丸」を始末しようとしたのか、浮上を開始。これを見た「鹿野丸」が、前部8センチ砲で小波だっている辺りを集中的に砲撃したところ、6時10分ごろに露頂した艦橋部と思われる部分に命中。最初に射撃を開始してから84発目のことであった。その結果、水煙噴出とともに水中爆発音が聞こえ、周囲には重油が多量に盛り上がりながら流出していた。6時35分、基地から航空機3機が飛来し、また敷設艇「浮島」と一旦はぐれた「第26号駆潜艇」も駆けつけた。
「グラニオン」は第二次世界大戦の戦功で1個の従軍星章を受章している。また、殊勲の「鹿野丸」は特設運送船「菊川丸」（川崎汽船、3,833トン）に曳航されてキスカ島に到着。同島で修理中の同年9月15日に米陸軍航空隊の爆撃を受けて座礁、放棄された。

## 船体の捜索の経緯
日本側の記録には、当時キスカ島近辺で7月30日以降に日本海軍が対潜攻撃を行ったはっきりとした記録は少なかったことから、少なくともアメリカ側においては喪失原因は長らく謎、あるいは機雷によるものとされていた。「鹿野丸」監督官であった相浦誠一海軍大佐の手記が防衛研究所戦史室編『戦史叢書29 北東方面海軍作戦』および『戦史叢書46 海上護衛戦』に一部掲載されたのが1969年と1971年、これに基づいて雑誌『シーパワー』に艦船研究家の木俣滋郎がこの事実を書いたのが1985年、さらに相浦の別の寄稿や鹿野丸乗船者による手記も多数あったが、これらの裏づけを取るきっかけの一つとなったのが、J-aircraft.com掲示板（現在は閉鎖）でのやりとりである。War Birdsの質問コーナー「AnsQ」に寄せられた質問によると、その掲示板に、「鹿野丸」の残骸の一部を所有している人物からの書き込みがあり、それにハンドルネーム「IWA」という日本人が「鹿野丸」とグラニオンの関わりについて返事を相浦手記の翻訳を添えて書いたところ、グラニオン関係者からの問い合わせがあり、それがきっかけになって真相究明の流れに結びついた。
艦長のエベール少佐には不明となった1942年当時3人の息子、長男のブルース、次男のブラッドおよび三男のジョンがいた。彼らは長じて後にグラニオンの探索に取り組んだ。その資金はボストン・サイエンティフィックの創始者でもあったジョンが大半を負担した。背景には、ジョンと客船タイタニックやドイツ戦艦ビスマルクの調査で知られた海洋地質学者のロバート・バラードとの論争の後、バラードが捜索への参加を拒んだことが挙げられる。探索はアリューシャン列島近海で行われた。2002年には日本政府関係者および退役軍人が探索に加わった。エベール兄弟は加えて同海域での日本海軍の喪失艇、駆潜艇数隻および駆逐艦霰の探索も行った。2006年には、防衛庁技術研究本部図書館に所蔵してあった鹿野丸戦闘詳報にあった海図から沈没位置を割り出し、これをきっかけとしてさらなる潜水探査を実施した。
2006年8月に探索船「アクイラ」 (Aquila) はブルース・エベールにソナーの画像を中継した。1,800フィート (550 m) の深海で得られた画像には「艦橋と潜望鏡のマストであろう特徴を備えた滑らかで長方形の物体」が描かれていた。2007年8月に行われた二次調査での画像では、その物体が長らく消息が不明であったグラニオンであろうことが明らかになった。最終的な調査結果は、2008年10月3日にアメリカ海軍によって認定され、これを受けて10月11日に、クリーブランドで博物館船として保存されている「コッド」(USS Cod, SS-224) においてグラニオン乗組員の告別式が執り行われた。なお、次男のブラッドはこれに先立つ2008年5月に亡くなり、アメリカ海軍による認定を生きて聞くことは出来なかった。